# Olympische Sommerspiele 1924/Polo
Bei den VIII. Olympischen Sommerspielen 1924 in Paris fand ein Polo-Turnier statt. Austragungsorte waren die Pferderennbahn von Saint-Cloud und der Parc de Bagatelle im Bois de Boulogne. Der Sieger wurde in einem Round-Robin-Turnier (jeder gegen jeden) ermittelt.

## Klassement
| Platz | Land | Spieler | Siege | Punkte |
| ----- | ---- | --- | ----- | ------ |
| 1     | ARG  | Arturo Kenny Juan Miles Guillermo Naylor Jack Nelson Enrique Padilla                                                               | 4:0   | 46:14  |
| 2     | USA  | Elmer Boeseke Thomas Hitchcock Fred Roe Rodman Wanamaker                                                                           | 3:1   | 43:11  |
| 3     | GBR  | Frederick W. Barrett Denis Bingham Freddie Guest Percival Wise                                                                     | 2:2   | 33:24  |
| 4     | ESP  | Álvaro de Figueroa Luis de Figueroa Rafael Fernández Hernando Fitz-James Stuart y Falcó Leopoldo Saínz de la Maza Justo San Miguel | 1:3   | 22:42  |
| 5     | FRA  | Pierre de Chapelle Hubert de Monbrison Charles de Polignac Jules Macaire Jean Pastré                                               | 0:4   | 06:59  |

Datum: 28. Juni bis 12. Juli 1924 

24 Teilnehmer aus 5 Ländern

## Ergebnisse
| 28. Juni | Vereinigte Staaten | 13:1 | Frankreich         |
| 1. Juli  | Vereinigte Staaten | 15:2 | Spanien            |
| 3. Juli  | Vereinigte Staaten | 10:2 | Großbritannien     |
| 4. Juli  | Argentinien        | 16:2 | Spanien            |
| 5. Juli  | Großbritannien     | 16:2 | Frankreich         |
| 6. Juli  | Argentinien        | 6:5  | Vereinigte Staaten |
| 7. Juli  | Großbritannien     | 10:3 | Spanien            |
| 9. Juli  | Argentinien        | 9:5  | Großbritannien     |
| 10. Juli | Spanien            | 15:1 | Frankreich         |
| 12. Juli | Argentinien        | 15:2 | Frankreich         |